# Поллак, Кей
Кей Гуннар Леопольд Поллак (швед. Kay Gunnar Leopold Pollak; 21 мая 1938, Гётеборг) — шведский кинорежиссёр.

## Кинематограф
После долгого отпуска снял фильм As It Is in Heaven, номинированный на соискание множества премий, в том числе на «Оскар» за лучший фильм на иностранном языке и «Золотой жук».

### Фильмография
- The secret reality / Den Hemliga Verkligheten (1973).
- Elvis! Elvis! (1976)
- Детский остров / Barnens ö (1980)
- Love Me! / Älska mig (1986)
- Как в раю / Så som i himmelen (2004)